# Les Intrus (bande dessinée)
Pour les articles homonymes, voir Les Intrus.

Les Intrus (anglais : Killing and Dying) est un album de bande dessinée de l'Américain Adrian Tomine publié en octobre 2015 par la maison d'édition canadienne Drawn & Quarterly et traduit en français la même année par Cornélius. 
Recueil des six histoires apparues entre 2011 et 2015 dans les numéros 12 à 14 d’Optic Nerve, le comic book de Tomine, Les Intrus a été très bien reçu par la critique.

## Contenu
1. « Une brève histoire de la forme artistique nommée “Hortisculpture” » (« A Brief History of the Art Form Known as “Hortisculpture” »), Optic Nerve no 12 (2011), 19 pages ;
2. « Amber Sweet », Kramers Ergot no 7 (2008), retravaillé pour Optic Nerve no 12 (2011), 11 pages ;
3. « Allez, les Owls ! » (« Go Owls! »), Optic Nerve no 13 (2013), 24 pages ;
4. « Traduit du japonais » (« Translated from the Japanese, »), Optic Nerve no 13 (2013), 8 pages ;
5. « Tuer et mourir » (« Killing and Dying »), Optic Nerve no 14 (2015), 22 pages ;
6. « Les Intrus » (« Intruders »), Optic Nerve no 14 (2015), 22 pages.

## Réception
L'ouvrage est composé de six nouvelles qui proposent des approches visuelles, des formes narratives et des longueurs différentes. Cet ouvrage est considéré par certains critiques comme la meilleure réalisation d'Adrian Tomine jusqu'alors. 
En 2016, l'ouvrage fait partie de la sélection officielle du Festival d'Angoulême après que 6000 exemplaires ont déjà été vendus. Les intrus et est l'un des titres annoncés comme récipiendaires d'un fauve par l'animateur de la cérémonie de remise des prix, Richard Gaitet, avant qu'il ne soit annoncé que cette première liste présentée en début de cérémonie était un canular. Les éditions Cornélius prennent à leur compte cette annonce et indiquent qu'elles distribueront la BD équipée d'un autocollant « Faux-fauve Angoulême. Prix spécial du jury 2016 ».
L'ouvrage est Finaliste du Prix Bédélys Monde (Québec) en 2016.

## Adaptation cinématographique
Le Français Jacques Audiard tourne en 2020 Les Olympiades, un film adapté des Intrus, qu'il a co-écrit avec Léa Mysius et Céline Sciamma.

## Éditions
- (en) Adrian Tomine, Killing and dying, Montréal, Drawn and Quarterly, octobre 2015, 121 p. (ISBN 978-1-77046-209-0)
  - (fr) Adrian Tomine (trad. de l'anglais par Éric Moreau), Les Intrus, Bègles, Cornélius, octobre 2015, 118 p. (ISBN 978-2-36081-104-5)